# Équipe du Qatar féminine de handball
L'équipe du Qatar féminine de handball représente le Qatar lors des compétitions féminines internationales de handball. La sélection n'a jamais participé aux tournois olympiques ou à une phase finale des championnats du monde. 

## Histoire
Elle a participé une seule fois aux championnats d'Asie, terminant dixième en 2008 (en). Elle est aussi neuvième des Jeux asiatiques de 2010 (en) et quatrième des Jeux panarabes de 2011 (en).
La sélection qatarie décide de déclarer forfait lors des Jeux asiatiques de 2014 (en) à Incheon après le refus des organisateurs de laisser les joueuses porter le hijab lors de leur premier match contre la Mongolie. 
Les Qataries remportent le premier Championnat d'Asie de l'Ouest en 2016 à Doha,. Elles disputent par la suite le tournoi de handball des Jeux féminins du Conseil de coopération du Golfe (CCG) de 2017 qui se tiennent à Doha, remportant la compétition en s'imposant en finale face à Oman.
Elles terminent quatrièmes du Championnat d'Asie de l'Ouest 2018 puis remportent une nouvelle fois le tournoi de handball des Jeux féminins du CCG en 2019 à Koweït.
L'équipe déclare forfait quelques jours avant le début du Championnat d'Asie féminin de handball 2021 (en) alors qu'elle devait évoluer dans le groupe A.
À l'opposé de la sélection masculine, elle ne bénéficie pas de moyens pour se développer.